# Dan Godfread
Daniel Joseph "Dan" Godfread (Fort Wayne, Indiana, 14 de junio de 1967) es un jugador de baloncesto profesional ya retirado de nacionalidad estadounidense cuya mayor parte de su carrera deportiva transcurrió en distintos clubes europeos.

## Trayectoria deportiva
- Rockford Lightning (1990)
- Minnesota Timberwolves (1990-1991)
- Houston Rockets (1991)
- Rockford Lightning (1991-1992)
- Filanto Forli (1992)
- Festina Andorra (1992-1994)
- Caja San Fernando (1994-1995)
- F. C. Barcelona Banca Catalana (1995-1996)
- Ulker Estambul (1996-1997)
- Cáceres C.B. (1997)
- Mabo Pistoia (1998)
- Covirán Cervezas Alhambra (1998)
- Caja Rural Melilla (2000)

## Palmarés
- Campeón de la Liga ACB 1995-96 con el F. C. Barcelona Banca Catalana.